# Ajax Amsterdam – PSV Eindhoven en football
Pour les articles homonymes, voir De Topper.
Ne doit pas être confondu avec De Klassieker.
La rivalité entre l'Ajax Amsterdam et le PSV Eindhoven se réfère à l'antagonisme qui existe entre deux des principaux clubs de football nééerlandais, basés à Amsterdam et Eindhoven. Cette opposition est l'un des matchs les plus importants et les plus médiatisés des Pays-Bas.

## Dénomination
NRC Handelsblad s'interroge en 2019 sur son site internet sur la dénomination de la confrontation. Le journal remarque alors qu'il n'y a pas de nom précis pour désigner la rivalité entre les deux équipes et que chaque média présente un nom différent, Fox Sports NL optant par exemple cette année-là pour De Kampioenskraker. Une autre analyse du journal est que l'utilisation de De Topper est fréquente sur les pages Wikipédia non-néerlandophones dédiées à la rencontre.
De Topper (« Le Meilleur »), ainsi que De Kraker, sont des appellations fréquemment utilisées par les médias pour parler du match,, bien que ce terme puisse aussi s'appliquer de façon général à d'autres rencontres au sommet du football néerlandais.
On a pu parfois se référer à cette opposition, sans que cette appellation ne soit généralisée, comme De Nieuwe Klassieker (« Le Nouveau Classique »),, en référence à De Klassieker, surnom attribué à l'opposition entre l'Ajax Amsterdam et le Feyenoord Rotterdam.

## Bilan

### Matchs officiels et amicaux
| Compétition                | Matchs joués | Victoires Ajax | Matchs nuls | Victoires PSV | Buts Ajax | Buts PSV |
| -------------------------- | ------------ | -------------- | ----------- | ------------- | --------- | -------- |
| Kampioenscompetitie (nl)   | 8            | 6              | 0           | 2             | 27        | 16       |
| Eredivisie                 | 128          | 50             | 25          | 53            | 209       | 212      |
| KNVB Beker                 | 15           | 9              | 3           | 3             | 25        | 17       |
| Johan Cruijff Schaal       | 8            | 5              | 0           | 3             | 13        | 12       |
| Total matchs officiels     | 159          | 70             | 28          | 61            | 274       | 257      |
| Match amical               | 11           | 8              | 1           | 2             | 35        | 19       |
| Total matchs non officiels | 11           | 8              | 1           | 2             | 35        | 19       |
| Total général              | 170          | 78             | 29          | 63            | 309       | 276      |

### Palmarès des équipes
| Équipe | Titre de champion | Coupe KNVB | Johan Cruijff Schaal | Ligue des champions | Coupe des coupes | Ligue Europa | Supercoupe de l'UEFA | Coupe intercontinentale |
| ------ | ----------------- | ---------- | -------------------- | ------------------- | ---------------- | ------------ | -------------------- | ----------------------- |
| Ajax   | 36                | 20         | 9                    | 4                   | 1                | 1            | 2                    | 2                       |
| PSV    | 26                | 11         | 14                   | 1                   | 0                | 1            | 0                    | 0                       |

### Meilleurs buteurs
| Joueur                | Club(s)                      | Buts | Années              |
| --------------------- | ---------------------------- | ---- | ------------------- |
| Ruud Geels            | Ajax Amsterdam/PSV Eindhoven | 10   | 1974-1978/1981-1982 |
| Johan Cruyff          | Ajax Amsterdam               | 9    | 1964-1973/1981-1983 |
| Willy van der Kuijlen | PSV Eindhoven                | 9    | 2011-2014           |
| Ruud van Nistelrooy   | PSV Eindhoven                | 8    | 1998-2001           |
| Luc Nilis             | PSV Eindhoven                | 6    | 1994-2000           |
| Marco van Basten      | Ajax Amsterdam               | 5    | 1981-1987           |
| Luis Suarez           | Ajax Amsterdam               | 5    | 2007-2011           |

## Navigation